# Pueblo Opera House
Il Pueblo Opera House (conosciuto anche come Grand Opera House) fu un teatro progettato da Louis Sullivan e costruito a Pueblo, in Colorado, e inaugurato nel 1890. L'edificio fu completamente distrutto da un incendio nel 1922.

## Storia
Nel giugno del 1888 lo studio di architettura Adler & Sullivan fu incaricato di progettare un'opera a Pueblo, con un compenso di 400.000 dollari, il più alto mai ricevuto dallo studio per un edificio al di fuori di Chicago.
L'esterno del teatro era realizzato in uno stile che combinava elementi del romanico richardsoniano e del Rinascimento italiano, utilizzando arenaria rossa di Manitou su una base di granito.
La sala poteva accogliere fino a 1.200 spettatori, e il balcone a sbalzo fu il primo negli Stati Uniti a coprire la larghezza auditorium senza supporti intermedi.  Il soffitto e le pareti dell’auditorium erano decorati con i caratteristici motivi ornamentali di Louis Sullivan.
Secondo Mario Elia, studioso di Sullivan, l’ampio tetto sporgente potrebbe essere stato un dettaglio aggiunto da Frank Lloyd Wright, che all'epoca lavorava presso lo studio di Sullivan.
L'edificio era sormontato da una torre.
Nella notte tra il 28 febbraio e il 1º marzo 1922, durante il ballo annuale dell'Associazione dei droghieri di Pueblo, si ritiene che una sigaretta abbandonata possa aver incendiato i rifiuti lasciati dopo l'evento. L’incendio fu scoperto alle 1:15 del mattino, il tetto crollò alle 1:50 e tutti i piani interni cedettero entro le 2:10. Nonostante gli sforzi dei vigili del fuoco, l’edificio fu completamente distrutto.